# 第4回先進国首脳会議
第4回先進国首脳会議（だい4かい せんしんこく しゅのうかいぎ）は1978年7月16日から17日まで西ドイツのボンで開催された先進国首脳会議。通称:ボン・サミット。

## 出席首脳
サミットに出席した首脳は以下の通り:

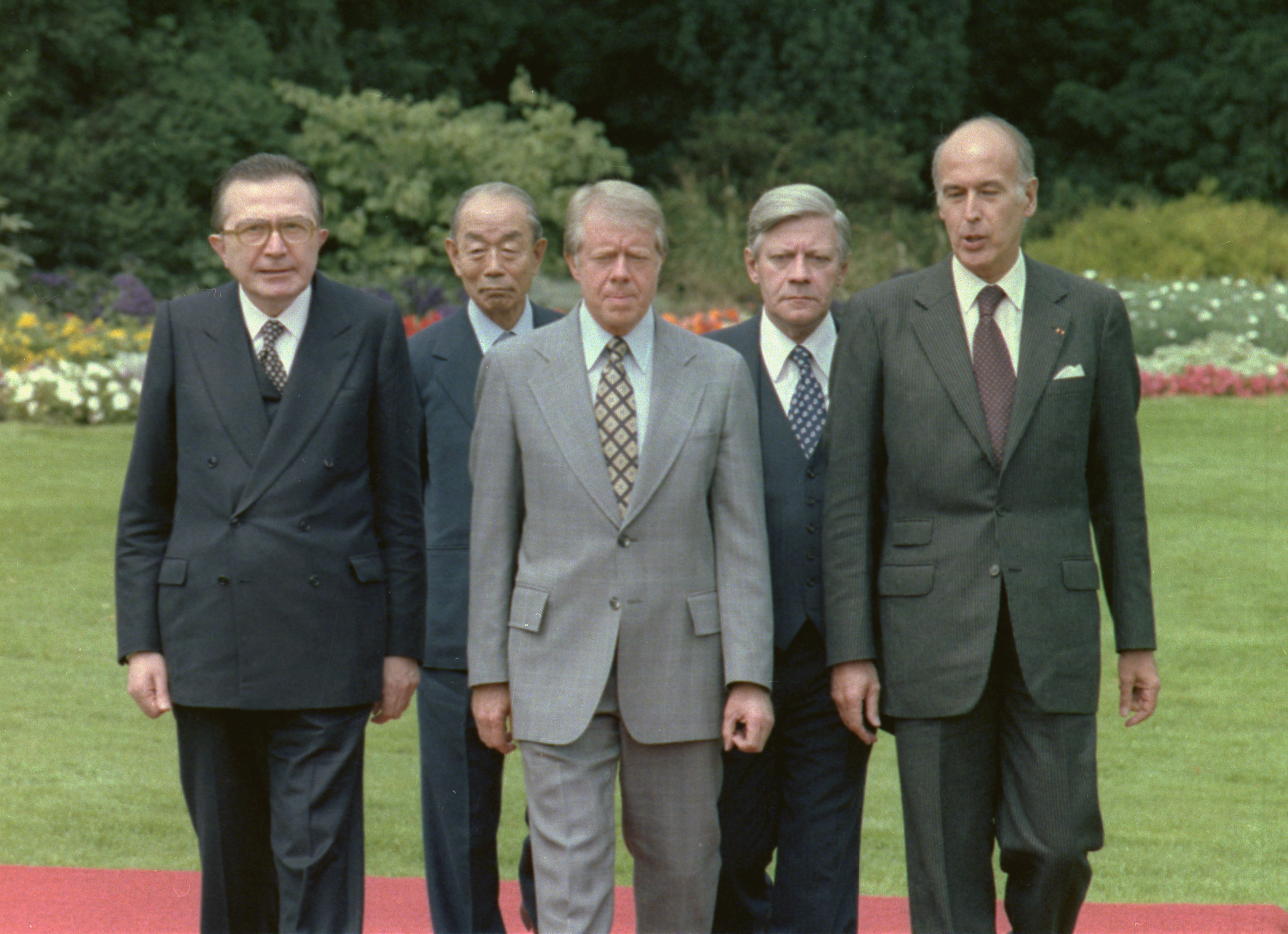
ボン・サミット参加の各国首脳　左からアンドレオッチ（伊）、福田赳夫（日）、カーター（米）、シュミット（西独）、ジスカールデスタン（仏）

- ヘルムート・シュミット（議長・西ドイツ首相）
- ヴァレリー・ジスカール・デスタン（フランス共和国大統領）
- ジミー・カーター（アメリカ合衆国大統領）
- ジェームズ・キャラハン（イギリス首相）
- 福田赳夫（日本国首相）
- ジュリオ・アンドレオッチ（イタリア首相）
- ピエール・トルドー（カナダ首相）
- ロイ・ジェンキンス（欧州委員会委員長）

## 首脳肖像

### G7コアメンバー

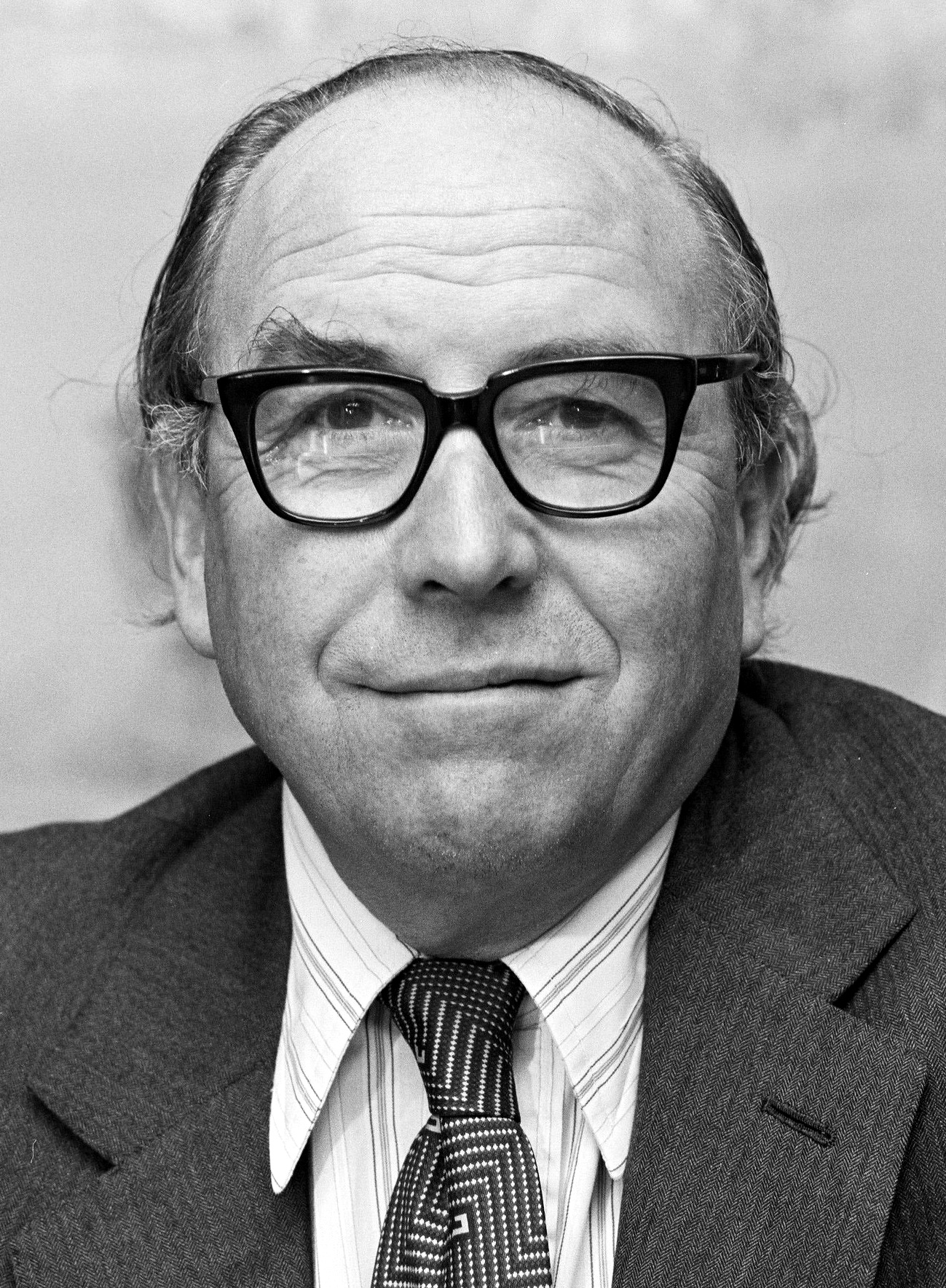
欧州連合 ロイ ジェンキンス, 欧州委員会委員長

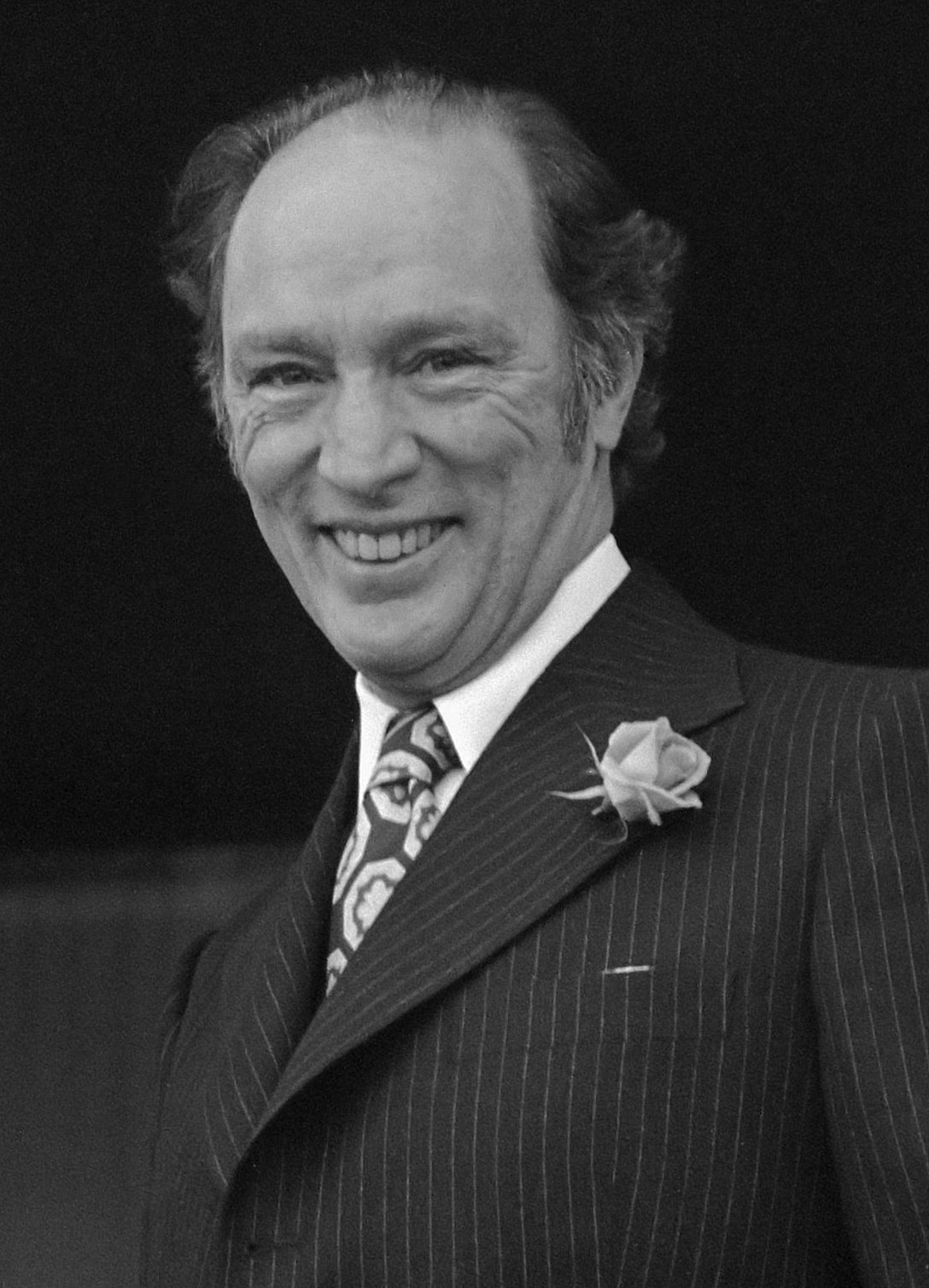
カナダ ピエール トルドー, カナダ首相
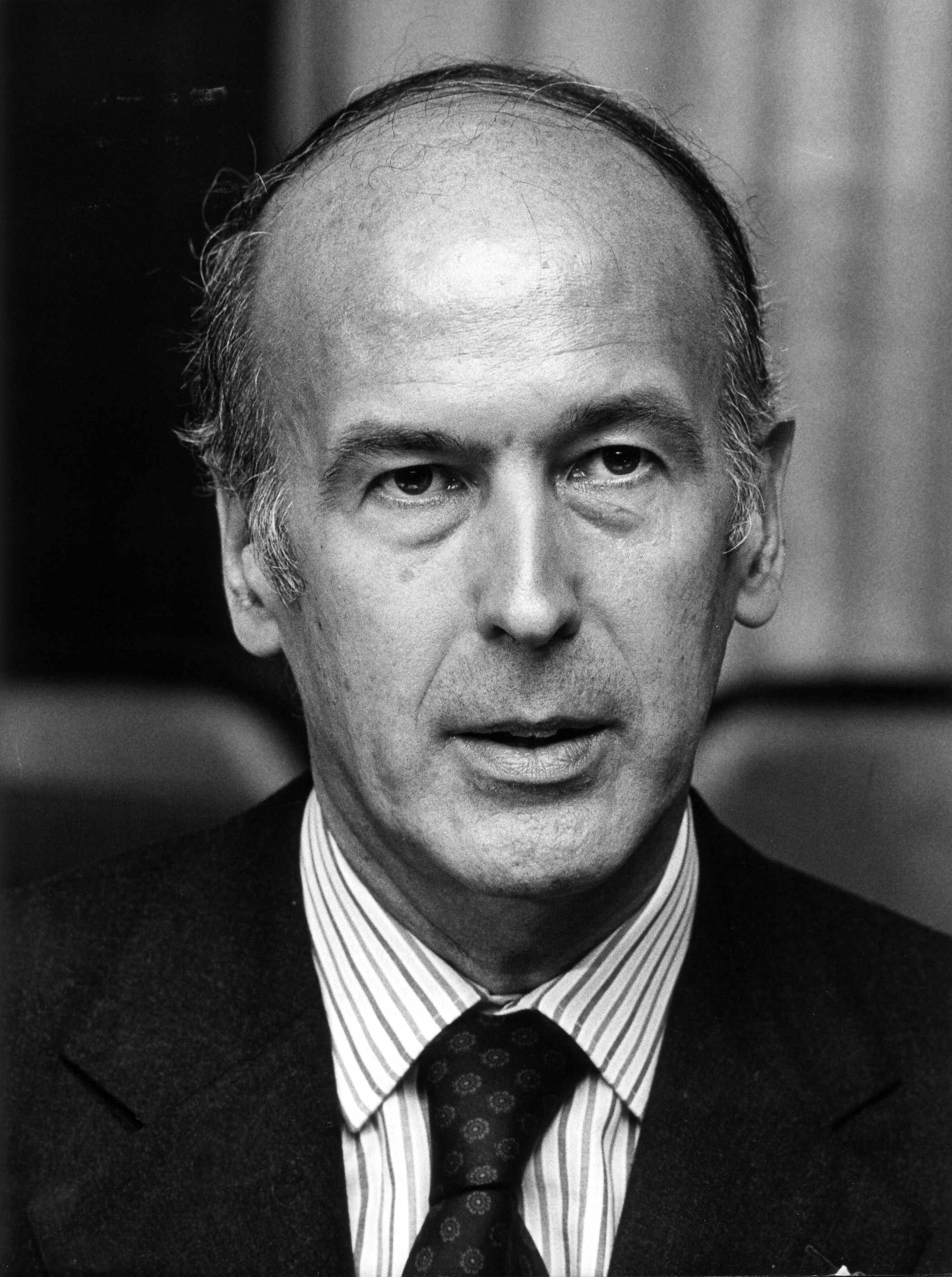
フランス ヴァレリー ジスカール デスタン, フランス大統領
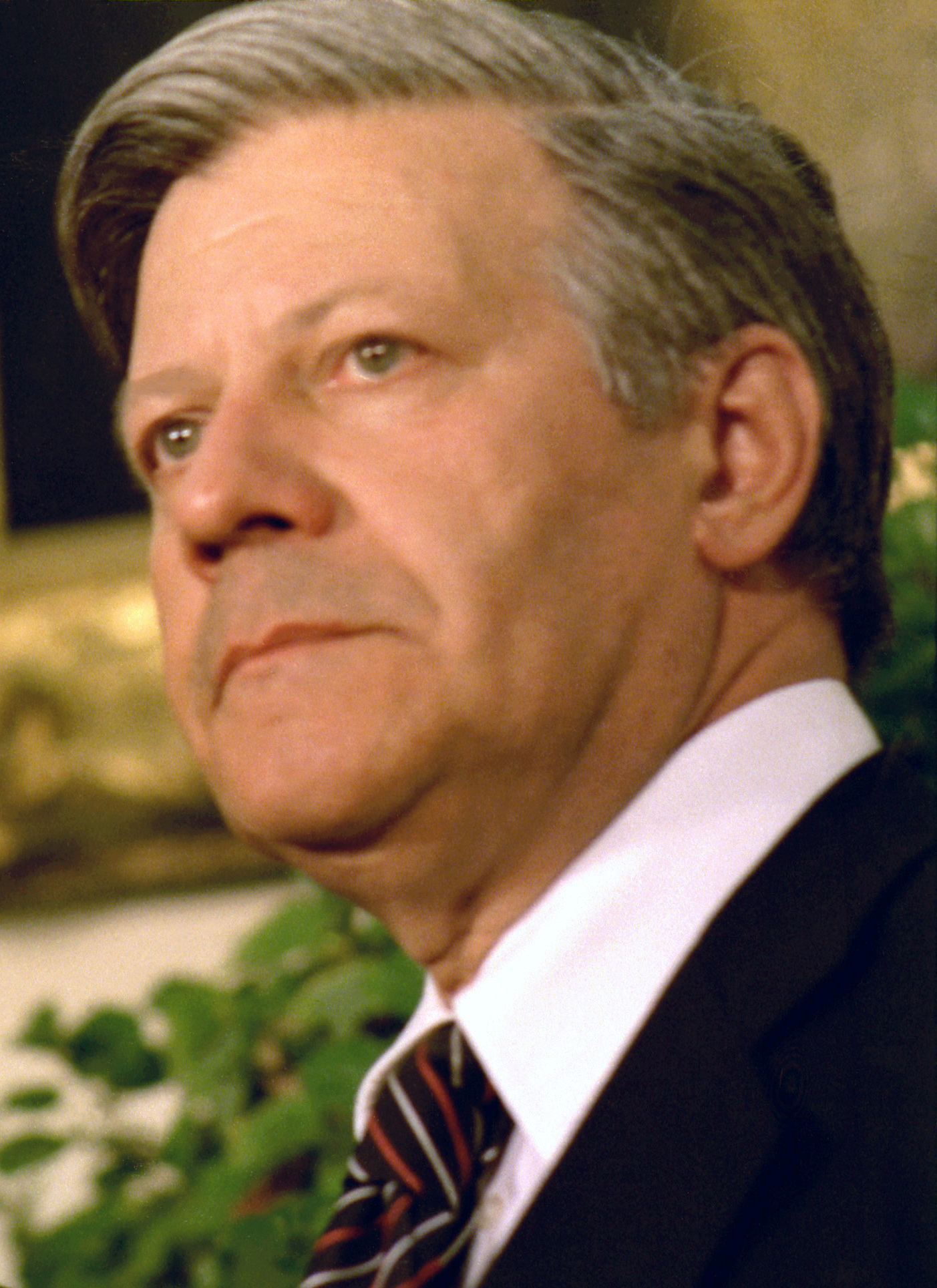
ドイツ ヘルムート・シュミット, ドイツ首相 (ホスト)
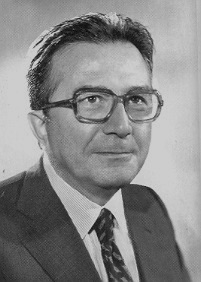
イタリア ジュリオ アンドレオッチ, イタリア首相
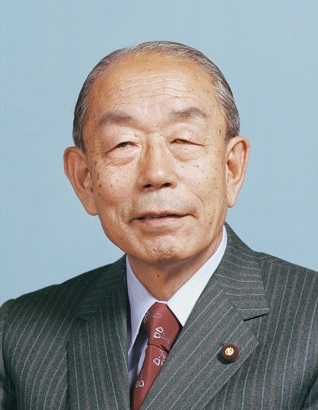
日本国 福田赳夫, 内閣総理大臣
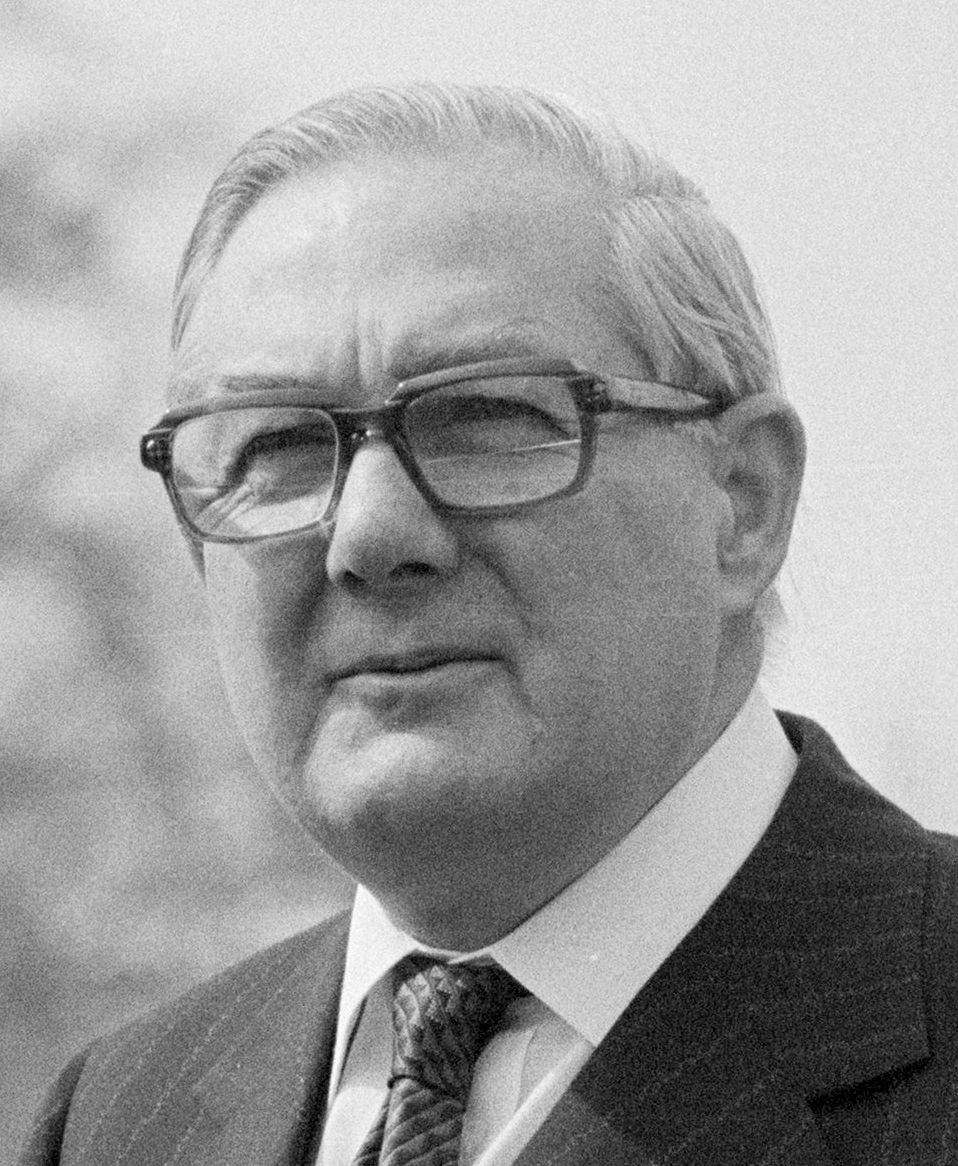
英国 ジェイムズ キャラハン, 英国首相
米国 ジミー カーター, 合衆国大統領

- 欧州連合
ロイ ジェンキンス, 欧州委員会委員長